# أنجيلا كفاغنا
انجيلا كفاكنا (بالإيطالية: Angela Cavagna) (ولدت 6 يونيو 1966) هي عارضة أزياء وشخصية تلفزيونية إيطالية.
ظهرت أول مرة على التلفزيون عام 1987م في البرنامج الرياضي «غدا نلعب» والذي يقدمه جياني مينا.
وفي عام 1989 عملت في البرنامج التلفزيوني "Trisitors" الذي تديره المجموعة الكوميدية  "I Trettrè"والذي أدت فيه أغنية شعبية وغنت للبرامج الختامية من بين عروض مختلفة.
في نفس العام صدر أول ألبوم لها بعنوان "LP Sex is Movin" والذي وصل إلى المراكز الأولى في العديد من المؤشرات البيانية الأوروبية مثل إسبانيا وهولندا وألمانيا.

## الرقص
منذ أن كانت في سن المراهقة، كان لدى انجيلا شغف كبير بالرقص الكلاسيكي، حيث بدأت دراسته بمدينة لا سكالا في ميلانو عام 1980م. انقطعت عن التدريب في عام 1981م بسبب انتقالها إلى مدينة ريجيو إميليا للالتحاق بمدرسة ليليانا كوزي. وفي عام 1981 واصلت دروس الرقص في أكاديمية روما.

## روابط خارجية
- أنجيلا كفاغنا على موقع IMDb (الإنجليزية)
- أنجيلا كفاغنا على موقع ديسكوغز (الإنجليزية)
- أنجيلا كفاغنا على موقع قاعدة بيانات الفيلم (الإنجليزية)